# Прогрес МС-08
Прогрес МС-08 (№ 438, за класифікацією НАСА Progress 69 або 69P) — 161-й із 1978 року космічний вантажний корабель серії Прогрес, запланований до запуску держкорпорацією Роскосмос для 69-ї доставки вантажів до Міжнародної космічної станції (МКС). Запуск відбувся 13 лютого 2018 року.

## Запуск
Космічну вантажівку «Прогрес МС-07» планувалось запустити 11 лютого 2018 року із космодрому Байконур за допомогою ракети-носія Союз-2.1а. Його відклали через автоматичне вимкнення двигунів на старті.
Запуск відбувся 13 лютого об 11:13 (UTC).

## Стикування
Транспортний вантажний корабель пристикувався 15 лютого 2018 року о 16:38 (UTC) до надирного стикувального вузла модуля Пірс (СО1) російського службового модуля «Звєзда». Стикування відбувалось в автоматичному режимі.

## Вантаж
Космічний вантажний корабель «Прогрес МС-07» має доставити на МКС 1390 кг сухого вантажу, а також 540 кг палива, 46 кг кисню і повітря, 420 кг води.